# Schuky (Poltawa)
Schuky (ukrainisch Жуки; russisch Жуки Schuki) ist ein Dorf in der ukrainischen Oblast Poltawa mit etwa 1000 Einwohnern (2001).

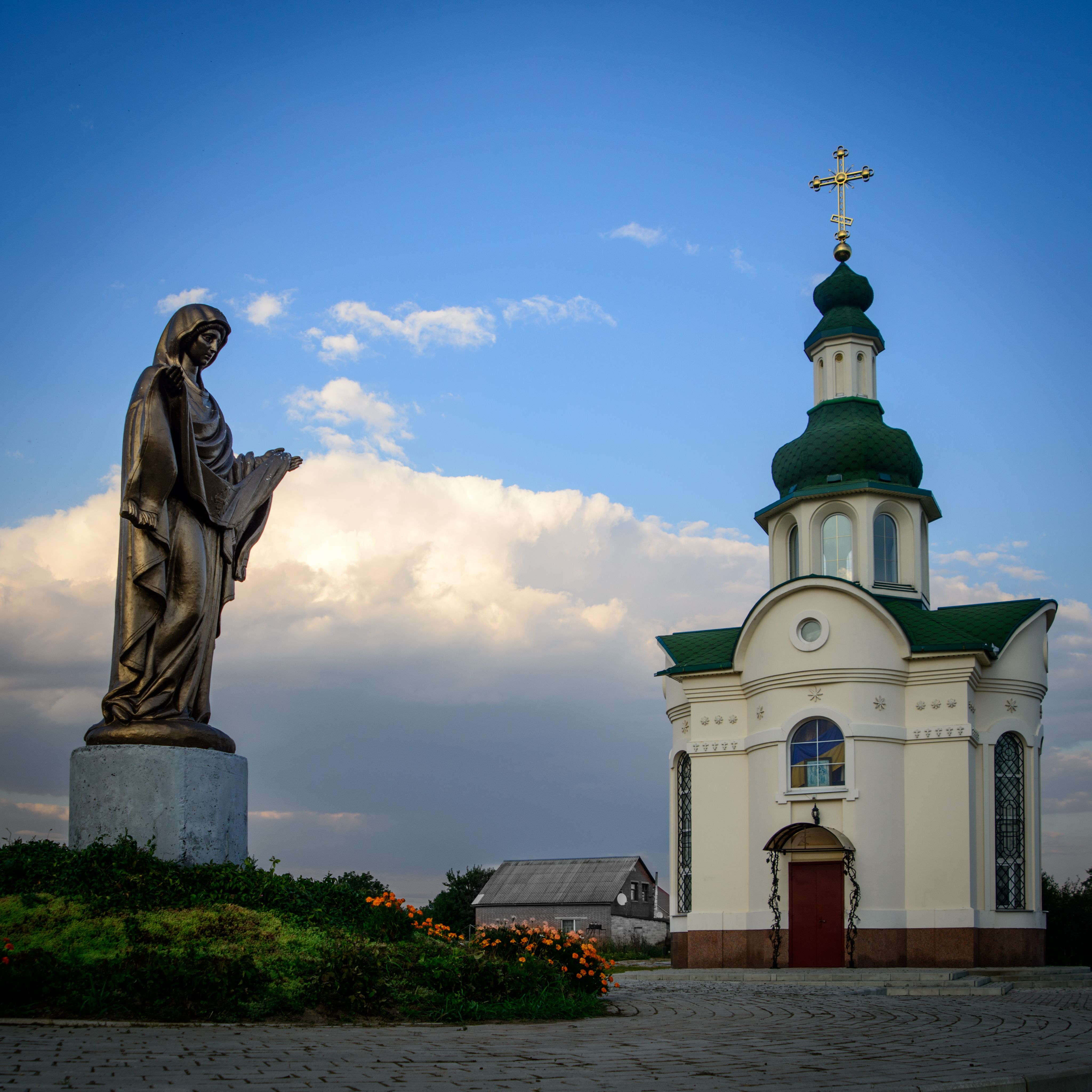
Gedenkkomplex zur Erinnerung an die gefallenen Kosaken

Die Ortschaft liegt auf einer Höhe von 150 m an der Quelle der Polusirja (Полузір'я), eines 70 km langen, rechten Nebenflusses der Worskla, (Тахтаулове) 12 km nordwestlich vom Stadtzentrum von Poltawa. 5,5 km östlich vom Dorf verläuft die Fernstraße N 12.

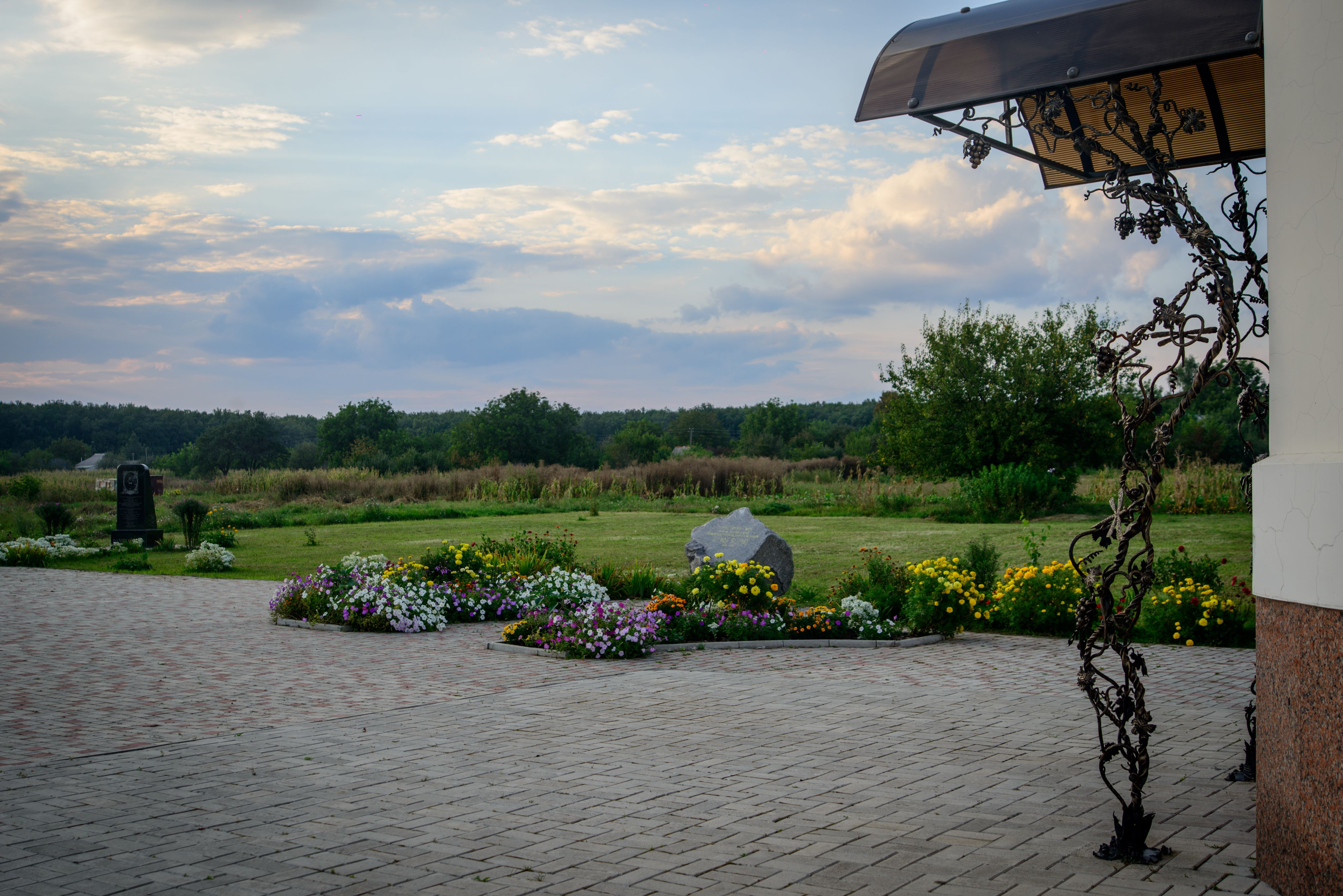
Gedenksteine zu Ehren von S. Welytschko (Mitte) und Daniel Krman (1663–1740) (links)

Das in der ersten Hälfte des 17. Jahrhunderts von Kosaken gegründete Dorf wurde erstmals 1636 als Dorf mit einer Kirche schriftlich erwähnt. 2010 wurde im Dorf ein Gedenkkomplex mit einer Kapelle und einer symbolischen Skulptur zum Ruhm der ukrainischen Kosaken eröffnet.
Am 12. Juni 2020 wurde das Dorf ein Teil der neugegründeten Stadtgemeinde Poltawa, bis dahin war es ein Teil der gleichnamigen Landratsgemeinde Tachtaulowe (Тахтаулівська сільська рада/Tachtauliwska silska rada) im Zentrum des Rajons Poltawa.

## Söhne und Töchter der Ortschaft
- Samijlo Welytschko (1670– nach 1728), Kosaken-Chronist